# Collection Recital - Dalida Vol.2
Collection Recital - Dalida Vol.2 è una raccolta della cantante italo-francese Dalida, pubblicata nel 1970 da Barclay.
Si tratta del prosieguo dell'album Collection Recital - Dalida Vol.1.

## Tracce
Lato A
1. Vieni Vieni Si
2. L'arlequin De Tolede
3. Ce serait dommage
4. Je te tendrai les bras
5. Luna caprese
6. Ne joue pas

Lato B
1. Le petit Gonzales
2. Chaque instant de chaque jour
3. Allô... tu m'entends?
4. Le petit clair de lune
5. Manuel Benitez "El Cordobés"
6. Viva la pappa